# Tim Allen
Timothy Alan Dick (Denver, Colorado, 13 de juny de 1953) conegut professionalment com a Tim Allen, és un actor còmic i de doblatge estatunidenc. Ha protagonitzat les sitcom Home Improvement i Last Man Standing, i les pel·lícules The Santa Clause i Galaxy Quest, i ha posat la veu al personatge Buzz Lightyear a les pel·lícules de la sèrie Toy Story.

## Biografia
Tim Allen va néixer en el si d'una família de vuit fills. El seu pare, Gerald Dick, era un venedor immobiliari i va morir tràgicament en un accident automobilístic. La seva mare era Martha Katherine Fox. Va estudiar a la Universitat de Western Michigan, on va obtenir el títol de Producció Audiovisual.
En la seva joventut, Allen va arribar a estar empresonat durant dos anys per un delicte relacionat amb les drogues. El 1980 actua en un petit teatre de Detroit que li va permetre travessar Estats Units de sala en sala durant 10 anys. El debut d'Allen al cinema es va produir el 1994 amb The Santa Clause que va resultar ser la comèdia més taquillera d'aquest any.

## Carrera

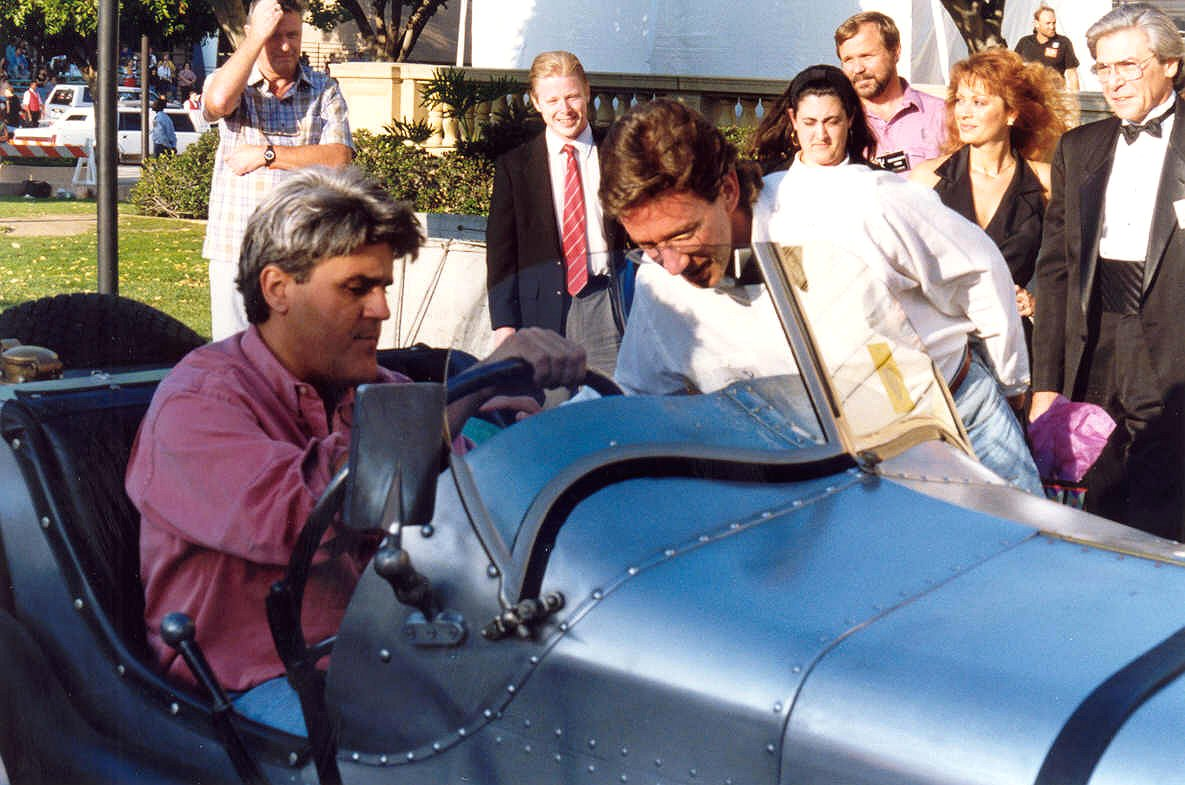
Tim Allen amb Jay Leno en la 45 cerimònia de lliurament dels Premis Emmy.

El 1990, gràcies a un paper estel·lar en la sèrie Home Improvement, va conquistar la glòria. Es va convertir en una cara habitual de les sèries familiars amb humor i durant la temporada final va arribar a cobrar 1,25 milions de dòlars sent, juntament amb els actors de Friends, l'actor que més cobrava. El seu èxit va continuar amb comèdies familiars com Un nadiu a Nova York. També ha participat en pel·lícules com Un Nadal de bojos, For Richer or Poorer, Jungle 2 Jungle i Wild Hogs on comparteix escenaris amb John Travolta i Martin Lawrence entre d'altres. També va tenir l'ocasió de posar la seva veu al personatge Buzz Lightyear en la trilogia de Toy Story.
D'altra banda, ha escrit dos llibres que han estat sengles best-sellers: Don't stand too close to a naked man i I'm not really here.
Des de 2011, protagonitza la sèrie Un per a totes.

## Vida personal

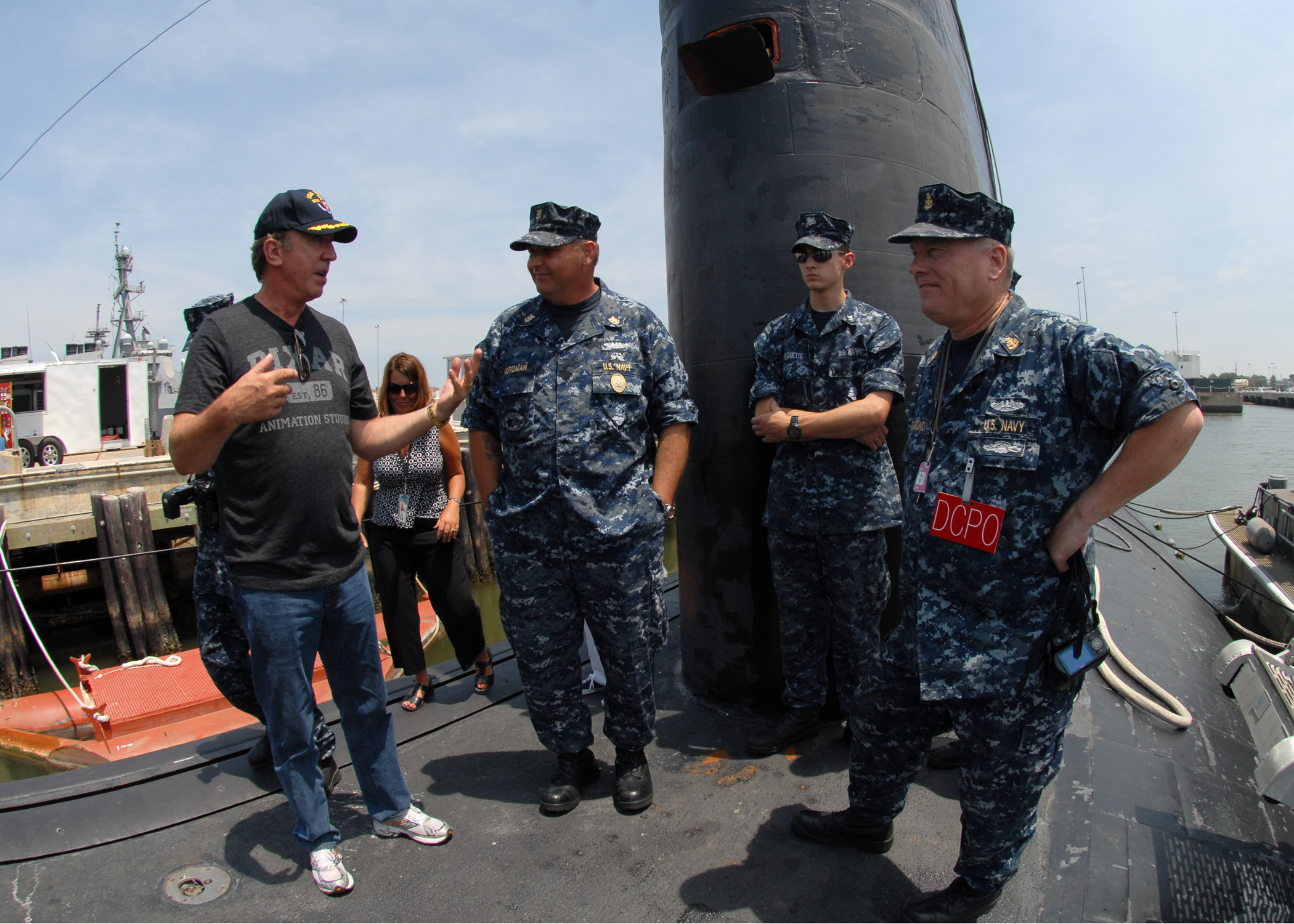
Allen amb marines de l'Armada dels Estats Units a bord del submarí USS Scranton (SSN 756) el 22 de juliol de 2010.

El 2 d'octubre de 1978 va ser detingut en l'Aeroport Internacional de Kalamazoo-Battle Creek, a Michigan, per possessió de més de 650 grams (1,43 lliures) de cocaïna. Posteriorment se li va declarar culpable per tràfic de drogues. No obstant això, va proporcionar noms d'altres distribuïdors, a canvi d'una pena de tres a set anys en lloc d'una possible cadena perpètua. Va sortir en llibertat condicional el 12 de juny de 1981, després de complir 2 anys i 4 mesos de presó. Allen tenia el número de pres #04276-040.
Va estar casat amb Laura Diebel des del 7 d'abril de 1984, fins que es van separar legalment el 1999. El seu divorci va finalitzar el 2003. Tots dos tenen una filla, Katherine, nascuda el 1989.
El 1997, va ser arrestat per conduir embriac a Birmingham, Michigan i es va registrar que tenia un contingut d'alcohol en la sang del 0,15. Va ser condemnat a un any de presó amb llibertat condicional. Va entrar en una clínica de rehabilitació com a part de la resolució judicial.
Allen es va casar amb l'actriu Jane Hajduk (amb qui havia sortit durant cinc anys) el 7 d'octubre de 2006, en una petita cerimònia privada a Grand Lake, Colorado
El 5 de gener de 2009, es va anunciar que ell i Hajduk estaven esperant el seu primer fill junts El març de 2009 va néixer la seva filla, Elizabeth

## Filmografia

### Cinema
| Any  | Títol                                                | Paper                              | Notes          |
| ---- | ---------------------------------------------------- | ---------------------------------- | -------------- |
| 1994 | The Santa Clause                                     | Scott Calvin/Santa Claus           |                |
| 1995 | Toy Story                                            | Buzz Lightyear                     | Veu            |
| 1997 | Jungle 2 Jungle                                      | Michael Cromwell                   |                |
| 1997 | For Richer or Poorer                                 | Brad Sexton                        |                |
| 1999 | Toy Story 2                                          | Buzz Lightyear                     | Veu            |
| 1999 | Galaxy Quest                                         | Jason Nesmith                      |                |
| 2000 | Buzz Lightyear of Star Command: The Adventure Begins | Buzz Lightyear                     | Veu            |
| 2001 | Qui és en Cletis T? (Who Is Cletis Tout?)            | Jim                                |                |
| 2001 | Joe Somebody                                         | Joe Scheffer                       |                |
| 2002 | Big Trouble                                          | Eliot Arnold                       |                |
| 2002 | The Santa Clause 2                                   | Santa Claus/Scott Calvin/Toy Santa |                |
| 2003 | Top Speed                                            | Narrador                           |                |
| 2004 | Un Nadal de bojos (Christmas with the Kranks)        | Luther Krank                       |                |
| 2006 | Cars                                                 | Cotxe de Buzz Lightyear            | Veu            |
| 2006 | The Shaggy Dog                                       | Dave Douglas                       |                |
| 2006 | Zoom                                                 | Jack Shepard/Capità Zoom           |                |
| 2006 | The Santa Clause 3: The Escape Clause                | Santa Claus/Scott Calvin           |                |
| 2007 | Happily N'Ever After                                 | Príncep                            | Veu            |
| 2007 | Wild Hogs                                            | Doug Madsen                        |                |
| 2008 | Redbelt                                              | Chet Frank                         |                |
| 2009 | The Six Wives of Henry Lefay                         | Henry Lefay                        |                |
| 2010 | Crazy on the Outside                                 | Tommy Zelda                        | També director |
| 2010 | Toy Story 3                                          | Buzz Lightyear                     | Veu            |
| 2010 | I Am Comic                                           |                                    |                |
| 2011 | Vacances a Hawaii                                    | Buzz Lightyear                     | Veu            |
| 2013 | Geezers!                                             | Tim                                |                |
| 2013 | Toy Story of Terror!                                 | Buzz Lightyear                     | Veu            |
| 2017 | Toy Story 4                                          | Buzz Lightyear                     | Veu            |

### Televisió
| Any          | Títol                              | Rol         | Notes              |
| ------------ | ---------------------------------- | ----------- | ------------------ |
| 1991–1999    | Home Improvement                   | Tim Taylor  | Productor executiu |
| 2010–2012    | Kick Buttowski: Suburban Daredevil | Productor   |                    |
| 2011–present | Un per a totes                     | Mike Baxter | Productor executiu |

## Premis i nominacions

### Premis
- 1995: Globus d'Or al millor actor en sèrie de televisió musical o còmica per Home Improvement[23]
- 1999: Premi Annie a la millor veu en un film animat per Toy Story 2

### Nominacions
- 1993: Globus d'Or al millor actor en sèrie de televisió musical o còmica per Home Improvement
- 1993: Primetime Emmy al millor actor en sèrie còmica per Home Improvement][24]
- 1994: Globus d'Or al millor actor en sèrie musical o còmica per Home Improvement
- 1996: Globus d'Or al millor actor en sèrie musical o còmica per Home Improvement
- 1997: Globus d'Or al millor actor en sèrie musical o còmica per Home Improvement
- 1997: Premi Satellite al millor actor - Musical o Comèdia per Home Improvement
- 2007: Premi Razzie al pitjor actor per  The Santa Clause 3: The Escape Clause